# Аманов, Бултур
Бултур Аманов (род. 20 июня 1920) — участник Великой Отечественной войны, полный кавалер ордена Славы.

## Биография
Родился 20 июня 1920 года в кишлаке Найман, ныне Андижанского района Андижанской области Узбекистана, в семье крестьянина. Узбек. Член ВКП(б)/КПСС с 1943 года. Окончил 5 классов. Работал в колхозе «Коммуна» Балыкчинского района той же области.
В РККА с 1940 года. В боях Великой Отечественной войны с июня 1941 года.
Разведчик 511-го гаубичного артиллерийского полка 18-й гаубичной артиллерийской бригады (6-я артиллерийская дивизия прорыва, 47-я армия, 1-й Белорусский фронт) красноармеец Аманов в бою 10 октября 1944 года у населённого пункта Ремжелыцизна севернее города Варшава (Польша), находясь в передовых порядках пехоты, добыл точные сведения о расположении огневых средств противника.
19 октября 1944 года во главе группы разведчиков установил местонахождение дзота, двух пулемётов и противотанкового орудия, которые были уничтожены во время артиллерийской подготовки.
Приказом по частям 6-й артиллерийской дивизии от 13 ноября 1944 года красноармеец Аманов Бултур награждён орденом Славы 3-й степени (№ 175728).
Разведчик тех же полка, бригады и дивизии (61-я армия, 1-й Белорусский фронт) Аманов 1 февраля 1945 года в бою за город Шнайдемюль (Германия), ныне город Пила (Польша), заменил выбывшего из строя номера орудийного расчёта и вместе с бойцами ликвидировал два пулемёта, взорвал склад с боеприпасами, истребил около двадцати солдат противника, подавил три огневых точки, расположенные в домах, отбил четыре контратаки.
Приказом по войскам 61-й армии от 7 мая 1945 года красноармеец Аманов Бултур награждён орденом Славы 2-й степени (№ 30628).
Воюя в составе тех же полка и дивизии (47-я армия, 1-й Белорусский фронт), красноармеец Аманов в боях за город Врицен (Германия) 16-17 апреля 1945 года получил задание разведать огневые средства врага. Он установил семь огневых точек на переднем крае обороны противника и артиллерийскую батарею. По целеуказаниям Аманова они были подавлены. Находясь в боевых порядках пехоты, определил местонахождение еще одной артиллерийской батареи и двух пулемётных точек, по которым был нанесен огневой удар. Когда обстановка на поле боя усложнилась, Аманов противотанковыми гранатами подбил два танка и самоходное орудие.
Указом Президиума Верховного Совета СССР от 15 мая 1946 года за мужество, отвагу и героизм, проявленные в борьбе с немецко-фашистскими захватчиками, красноармеец Аманов Бултур награждён орденом Славы 1-й степени (№ 1591).
В 1946 году демобилизован. Вернулся на родину. В 1968 году окончил 8 классов средней школы. Работал в колхозе старшим полеводом, начальником штаба гражданской обороны. Жил в родном кишлаке, с 1989 года в кишлаке Бабагази Андижанской области. За успехи в труде награждён медалью «За трудовую доблесть».

## Награды
- Орден Славы 1 степени (15 мая 1946 — № 1591)
- Орден Славы 2 степени (7 мая 1945 — № 30628)[1]
- Орден Славы 3 степени (13 ноября 1944 — № 175728)[2]
- Орден Отечественной войны I степени
- Орден Красной Звезды[3]
- Также ряд медалей